# Nazlat al-Fallahin
Nazlat al-Fallahin – miejscowość w Egipcie, w muhafazie Al-Minja, w dystrykcie Al-Minja. W 2006 roku liczyła 8025 mieszkańców.